# S.W.O.R.D.
SWORD (Sentient World Observation and Response Department) és una agència de ficció de contraterrorisme i intel·ligència que apareix en còmics nord-americans publicats per Marvel Comics. El seu propòsit és tractar les amenaces extraterrestres a la seguretat mundial.
L'organització apareix a WandaVision, sèrie de Disney+ pertanyent a l' Univers cinematogràfic de Marvel. És l'homòloga espacial de S.H.I.E.L.D., que s'ocupa de les amenaces locals per al món.